# Oh Chong-song
Oh Chong-song (ur. 1993) – uciekinier z Korei Północnej. Jest jednym z niewielu ludzi, którym udało się nielegalnie przekroczyć Joint Security Area (JSA, pol: obszar ochrony granicznej).
Przed ucieczką pracował jako kierowca ciężarówki dla generalnego dowództwa sił zbrojnych Korei Północnej, w szczególności dla emerytowanych oficerów z Korei Północnej. Władze Korei Południowej określiły jego ucieczkę jako odruchową.

## Ucieczka
Ucieczka Oh Chong-songa miała miejsce 13 listopada 2017. Jechał on samochodem w kierunku Linii Demarkacyjnej (MDL), która dzieli Koreę Północną i Południową. Nagrania ukazują goniących go żołnierzy. Mimo że w pewnej chwili stracił koło, nie zaprzestał próby ucieczki. Wysiadł z samochodu i przebiegł sprintem, przekraczając granicę. Cały czas był pod ostrzałem ciężkiej amunicji, został pięciokrotnie trafiony. Padł teoretycznie martwy po południowej stronie granicy. Jednak dalsze nagrania pokazują, jak amerykański żołnierz podchodzi do rannego i pomaga mu. Oh Chong-song został przetransportowany helikopterem U.S. Eighth Army’s 2nd Combat Aviation Brigade do suwońskiego szpitala uniwersyteckiego. Mimo utraty połowy krwi, na skutek szybkiej operacji udało mu się przeżyć. Operacji na oddziale intensywnej opieki medycznej dokonał chirurg dr John Cook-Jong Lee. Następnie uciekinier został przetransportowany do szpitala wojskowego. Koszt opieki medycznej wyniósł 65 milionów wonów (60,800 $).
W trakcie operacji lekarze znaleźli wiele pasożytów żyjących w przewodzie pokarmowym Oh Chong-songa. Największy z nich miał 27 cm długości; należały one do gatunku Ascaris lumbricoides. Ponadto, prawdopodobnie w jego krwi znajdowały się przeciwciała przeciwko wąglikowi. Na skutek ucieczki Oh Chong-song doznał objawów zespołu stresu pourazowego (PTSD).

## Oh Chong-song w zagranicznych mediach
Czasopismo Washington Free Beacon uznało Oh Chong-songa człowiekiem roku 2017. CNN wykonało reportaż na temat jego ucieczki. Nagranie jego ucieczki pojawiło się w telewizji na całym świecie, m.in. w Polsce.